# Lu Yong
Lu Yong (chinesisch 陸永, Pinyin Lù Yǒng, * 1. Januar 1986 in Liuzhou, Guangxi, Volksrepublik China) ist ein chinesischer Gewichtheber. Er wurde 2008 Olympiasieger und 2009 Weltmeister im Leichtschwergewicht bis 85 kg.

## Werdegang
Lu Yong begann als Jugendlicher mit dem Gewichtheben. Er machte dabei so rasche Fortschritte, dass er bereits im Alter von 19 Jahren 2005 bei der Weltmeisterschaft in Doha eingesetzt wurde. Bei einer Größe von 1,72 Metern startete er dabei im Leichtschwergewicht, der Gewichtsklasse bis 85 kg Körpergewicht. In Doha überraschte er die Gewichtheberwelt mit einer hervorragenden Zweikampfleistung von 385 kg (175–210), mit der er hinter Ilja Iljin aus Kasachstan, den 2. Platz belegte. Iljin erzielte 386 kg (170–216).
Bei den Asien-Spielen 2006, die ebenfalls in Doha stattfanden, war Lu Yong nicht in der Form von 2005. Er erreichte dort im Leichtschwergewicht im Zweikampf "nur" 369 kg und musste sich dem Kasachen Wjatscheslaw Jerschow, der auf 377 kg kam, geschlagen geben. Bei der Weltmeisterschaft 2006 in Santo Domingo wurde er nicht eingesetzt.
Bei der Weltmeisterschaft 2007 in Chiangmai/Thailand gelang es Lu Yong nicht, sich in den Medaillenrängen zu platzieren. Er erreichte dort im Zweikampf nur 363 kg (168–195), was seinen Grund aber darin hatte, dass er sich in seinem letzten Reißversuch verletzte und daher im Stoßen mit 195 kg nicht seine gewohnte Leistung bringen konnte. Sieger wurde Andrej Rybakou aus Belarus mit 393 kg (187–206).
Im Jahre 2008 siegte Lu Yong bei der chinesischen Olympiaqualifikation im Leichtschwergewicht mit der überzeugenden Leistung von 393 kg (180–213). Bei den Olympischen Spielen in Peking selbst lieferte er sich dann mit Weltmeister Andrej Rybakou einen packenden Kampf um die olympische Goldmedaille. Im Reißen führte Rybakou gegenüber Lu mit 185 kg : 180 kg. Im Stoßen spielte dieser aber seine Stärke aus und erzielte, nachdem für Rybakou bei 209 kg Endstation war, 214 kg, mit denen er im Zweikampf mit Rybakou gleichzog. Beide erzielten 394 kg. Da Lu etwas leichter war als Rybakou, gewann er die olympische Goldmedaille.
2009 wurde Lu Yong erstmals chinesischer Meister im Zweikampf. Ihm genügten dabei im Zweikampf 376 kg (173–203). Bei der Weltmeisterschaft 2009 in Goyang, Südkorea reichten ihm 383 kg (175–208) zum Sieg vor Siarhei Lahun aus Belarus, der auf 380 kg kam, weil Andrej Rybakou nicht am Start war.
2010 wurde Lu Yong mit 383 kg im Zweikampf wieder chinesischer Meister, war aber bei der Weltmeisterschaft dieses Jahres in Antalya, wie einige andere chinesische Gewichtheber auch, in keiner guten Form. Er schaffte dort im Zweikampf nur 372 kg (170–202) und kam damit nur auf den 5. Platz. Auch in den Einzeldisziplinen Reißen und Stoßen gewann er keine Medaille. Im Herbst 2010 wurde er in Guangzhou mit einer Zweikampfleistung Sieger bei den Asienspielen. Er steigerte sich dabei wieder auf 376 kg (173–203).
Im April 2011 wurde er in Tongling/China Asienmeister im Leichtschwergewicht mit einer Zweikampfleistung von 385 kg (173–212). Dabei überzeugte er vor allem im Stoßen, wo er 212 kg zur Hochstrecke brachte. Bei der Weltmeisterschaft 2011 in Paris passierte ihm dann das Missgeschick, dass er nach verhältnismäßig schwachen 170 kg im Reißen im Stoßen mit 205 kg drei Fehlversuche fabrizierte. Er blieb damit ohne Zweikampfleistung und deshalb unplatziert.
Gur vorbereitet fuhr Lu Yong im Juli 2012 zu den Olympischen Spielen in London. Das Reißen schloss er mit hervorragenden 178 kg ab. Im Stoßen geschah aber das gleiche, wie schon bei der Weltmeisterschaft 2011. Er schaffte in drei Versuchen sein Anfangsgewicht von 205 kg nicht. Eine Leistung von 208 kg im Stoßen hätte ihm dabei wieder zum Olympiasieg gereicht. Er blieb damit wieder ohne Zweikampfleistung und unplatziert.

## Statistik

### Internationale Erfolge
| Jahr | Platz | Wettbewerb                           | Gewichtsklasse | |
| 2005 | 2.    | WM in Doha                           | Leichtschwer   | mit 385 kg (175–210), hinter Ilja Iljin, Kasachstan, 386 kg (170–216), vor Aslambek Edijew, Russland, 382 kg (170–211)                                                                                   |
| 2006 | 2.    | Asien-Spiele in Doha                 | Leichtschwer   | mit 369 kg, hinter Wjatscheslaw Jerschow, Kasachstan, 377 kg, vor Kim Seon-jong, Südkorea, 355 kg |
| 2007 | 7.    | WM in Chiangmai/Thailand             | Leichtschwer   | mit 363 kg (168–195); Sieger: Andrej Rybakou, Belarus, 393 (187–206), vor Aslambek Edijew, 372 kg (172–200)                                                                                              |
| 2008 | Gold  | OS in Peking                         | Leichtschwer   | mit 394 kg (180–214), vor Andrej Rybakou, 394 kg (185–209) und Tigran Wardan Martirosjan, Armenien, 380 kg (177–203)                                                                                     |
| 2009 | 1.    | Ost-Asien-Spiele                     | Leichtschwer   | mit 370 kg (170–200), vor Cheong Jeong-pjung, Südkorea, 333 kg u. Yuji Yoshioka, Japan, 320 kg |
| 2009 | 1.    | WM in Goyang/Südkorea                | Leichtschwer   | mit 383 kg (175–208), vor Siarhei Lahun, Belarus, 380 kg (171–209) und Wladimir Kusnezow, Kasachstan, 376 kg (170–206)                                                                                   |
| 2010 | 5.    | WM in Antalya                        | Leichtschwer   | mit 372 kg (170–202), hinter Adrian Zieliński, Polen, 383 kg (173–210), Alexei Jufkin, Russland, 380 kg (172–208), Siarhei Lahun, Belarus, 377 kg (166–211) u. Yoelmis Hernandez, Kuba, 374 kg (164–210) |
| 2010 | 1.    | Asien-Spiele in Guangzhou            | Leichtschwer   | mit 376 kg (173–203) vor Mansurbek Chasemow, Usbekistan, 372 kg (172-100) u. Hoon Kik-wang, Südkorea 369 kg (160–209)                                                                                    |
| 2011 | 1.    | Asienmeisterschaft in Tongling/China | Leichtschwer   | mit 385 kg (173–212) vor Kianoush Rostami, Iran, 363 kg (162–201) und Wladimir Kusnezow, Kasachstan, 350 kg (160–190)                                                                                    |
| 2011 | unpl. | WM in Paris                          | Leichtschwer   | nach 170 kg im Reißen drei Fehlversuche im Stoßen mit 205 kg, damit ohne Zweikampfleistung |
| 2012 | unpl. | OS in London                         | Leichtschwer   | nach 178 kg im Reißen drei Fehlversuche im Stoßen mit 205 kg, damit ohne Zweikampfleistung |

### Nationale Wettkämpfe
| Jahr | Platz | Wettbewerb                          | Gewichtsklasse |                                                                       |
| 2008 | 1.    | chinesische Meisterschaft           | Leichtschwer   | mit 393 kg (180–213), vor Jiang Hairong, 385 kg u. He Shuyong, 375 kg |
| 2009 | 1.    | chinesische Meisterschaft           | Leichtschwer   | mit 371 kg (170–201), vor Song Jiawen, 361 kg u. Pang Dong, 355 kg    |
| 2009 | 1.    | chinesische Nationalspiele in Jinan | Leichtschwer   | mit 376 kg (173–203), vor Song Jiawen, 360 kg u. Kong Xu, 356 kg      |
| 2010 | 1.    | chinesische Meisterschaft           | Leichtschwer   | mit 383 kg (173–210), vor Wang Qingyi, 352,5 kg u. Kong Xu, 349 kg    |

### Persönliche Bestleistungen
- Reißen: 180,0 kg in der Klasse bis 85 kg 2008 in Peking
- Stoßen: 214,0 kg in der Klasse bis 85 kg 2008 in Peking
- Zweikampf: 394,0 kg in der Klasse bis 85 kg 2008 in Peking